# Michael O’Leary (przedsiębiorca)
Michael O’Leary (ur. 20 marca 1961 w Mullingar) – irlandzki przedsiębiorca, dyrektor generalny linii lotniczych Ryanair. Absolwent Trinity College w Dublinie, z Ryanairem związany od 1988. Jest autorem polityki maksymalnego cięcia kosztów w kierowanej przez siebie firmie oraz zwolennikiem stosowania kontrowersyjnych chwytów marketingowych.